# Odlum Brown Vanopen 2018
Die Odlum Brown Vanopen 2018 waren ein Tennisturnier der ATP Challenger Tour 2018 für Herren und ein Tennisturnier des ITF Women’s Circuit 2018 für Damen in Vancouver. Sie fanden zeitgleich vom 14. bis 19. August 2018 statt.